# Čajkovići
Čajkovići – wieś w Chorwacji, w żupanii dubrownicko-neretwiańskiej, w mieście Dubrownik. W 2011 roku liczyła 26 mieszkańców.